# Cagnano
Cagnano (en cors Cagnanu) és un municipi francès, situat a la regió de Còrsega, al departament d'Alta Còrsega. L'any 2004 tenia 196 habitants.

## Demografia
| 1962 | 1968 | 1975 | 1982 | 1990 | 1999 | 2004 |
| ---- | ---- | ---- | ---- | ---- | ---- | ---- |
| 237  | 245  | 239  | 183  | 156  | 179  | 196  |

## Administració
| Període   | Identitat          | Partit | Qualitat |  |
| --------- | ------------------ | ------ | -------- |  |
| 2001-2008 | Isabelle Marcadier |        |          |  |
| 2008      | Alain Michaud      |        |          |  |